# Куп Југославије у фудбалу 1952.
Куп Југославије у фудбалу 1952. је шесто такмичење од оснивања овог такмичења у организацији Фудбалског савеза Југославије. Завршни део је одржан у периоду од 24. августа до 29. новембра 1952. године.
Ове године су била измењене досадашње пропозиције талкмичења. Прво је измењен начин приликом одређивања парова тако да више није било носилаца група, него су се парови одређивали жребом.
Новин је и то што у случају да и после продужетака (2x15 минута) утакмица заврши нерешено, победника не одлучује жреб, него се изводе једанаестерци. Одлучено је да се игра само једна финална утакмица, која би се играла у Београду, а завршни део такмичења у купу (којим руководи ФСЈ) играо се од шеснаестине финала (32 екипе).
После завршеног предтакмичења у завршни део су се пласирала 32 клуба. Ту је било:
- 13 клубова из НР Србије,
- 11 клубова из НР Хрватске,
- 3 клуба из НР Босне и Херцеговине,
- 2 клуба из НР Македоније,
- 2 клуба из НР Словеније,
- 1 клуб из НР Црне Горе

Финалисти су били Партизан и Црвена звезда. Успешнија је била екипа Партизана која је победила са 6:0 и тако освојила своју другу титулу у овом такмичењу.

### Шенаестина финалае
| Утак. | Клуб, Место         | Резултат           | Клуб, Место            |
| ----- | ------------------- | ------------------ | ---------------------- |
| 1.    | Раднички Сомбор     | 1:3                | Црвена звезда          |
| 2.    | Партизан            | 2:1                | БСК Београд            |
| 3.    | Динамо Загреб       | 2:3                | Одред Љубљања          |
| 4.    | Металац Загреб      | 0:2                | Сарајево               |
| 5.    | Војводина           | 2:0                | Вардар Скопље          |
| 6.    | Хајдук Сплит        | 4:2                | Локомотива Загреб      |
| 7.    | Раднички Ниш        | 2:1                | Месарски Загреб        |
| 8.    | Борац Бањалука      | 4:2                | Загреб                 |
| 9     | Пролетер Равно село | 3:2 пр (2:2, 1:0)  | Гарнизон ЈНА Скопље    |
| 10.   | Слобода Ђаково      | 1:3 пр. (1:1, 1:0) | Јединство Земун        |
| 11.   | Славија Београд     | 4:5 пр (3:3, 1:2)  | Гарнизон ЈНА Пожаревац |
| 12.   | Ловћен Цетиње       | 2:0                | Срем Сремска Митровица |
| 13.   | Раднички Кикинда    | 0:4                | Вележ Мостар           |
| 14.   | Јединство Чаковец   | 3:1                | Пролетер Зрењанин      |
| 15.   | Солин               | 0:1 пр (3:3, 1:2)  | Рудар Трбовље          |
| 16.   | Кварнер             | 0:0 пен. (4:3)     | Пролетер Осијек        |

## Осмина финала
| бр. меча | 1. играч               | Резултат | 2. играч            |
| -------- | ---------------------- | -------- | ------------------- |
| 1.       | Вележ Мостар           | 1:3      | Црвена звезда       |
| 2.       | Кварнер                | 1:0      | Војводина           |
| 3.       | Гарнизон ЈНА Пожаревац | 3:2      | Одред Љубљања       |
| 4.       | Сарајево               | 7:0      | Јединство Чаковец   |
| 5.       | Ловћен Цетиње          | 0:3      | Партизан            |
| 6.       | Хајдук Сплит           | 3:1      | Борац Бањалука      |
| 7.       | Јединство Земун        | 1:2      | Пролетер Равно село |
| 8.       | Рудар Трбовље          | 2:3      | Раднички Ниш        |

## Четвртфинале
| бр. меча | 1. играч               | Резултат         | 2. играч     |
| -------- | ---------------------- | ---------------- | ------------ |
| 1.       | Црвена звезда Београд  | 8:1              | Кварнер      |
| 2.       | Гарнизон ЈНА Пожаревац | 2:3              | Сарајево     |
| 3.       | Партизан               | 5:0пр (0:0, 0:0) | Хајдук Сплит |
| 4.       | Пролетер Равно село    | 2:6              | Раднички Ниш |

## Полуфинале
| бр. меча | 1. играч              | Резултат | 2. играч     |
| -------- | --------------------- | -------- | ------------ |
| 1.       | Црвена звезда Београд | 6:2      | Сарајево     |
| 2.       | Партизан              | 4:1      | Раднички Ниш |

## Финале
| Утак. | Клуб, Место | Резултат | Клуб, Место           |
| ----- | ----------- | -------- | --------------------- |
| 1.    | Партизан    | 6:0      | Црвена звезда Београд |

| Победник Купа Југославије у фудбалу 1952. |
| ----------------------------------------- |
| ФК Партизан 2. титула.                    |

| Домаћи клуб                                  | Резултат | Гостујући клуб                                                                                                 |
| -------------------------------------------- | --- | --- |
| Партизан Београд                             | 6 - 0 | Црвена звезда Београд                                                                                          |
| Датум                                        | 29. новембар, 1952.                                                                                            | 29. новембар, 1952.                                                                                            |
| Стадион                                      | Стадион ЈНА, Београд                                                                                           | Стадион ЈНА, Београд                                                                                           |
| Гледалаца                                    | 50.000 | 50.000 |
| Судија                                       | В. Стефановић (Београд)                                                                                        | В. Стефановић (Београд)                                                                                        |
| ФК Партизан (тренер: Антун Погачник)         | Стојановић, Белин, Чолић, З. Чајковски, . Стефановић, Јовановић, Валок, Веселиновић, Бобек, Атанацковић, Зебец | Стојановић, Белин, Чолић, З. Чајковски, . Стефановић, Јовановић, Валок, Веселиновић, Бобек, Атанацковић, Зебец |
| ФК Црвена звезда (тренер: Бранислав Секулић) | Кривокућа, Станковић, Зековић, Златковић, Дискић, Ђајић, Томашевић, Митић, Огњанов, Живановић, Вукосављевић    | Кривокућа, Станковић, Зековић, Златковић, Дискић, Ђајић, Томашевић, Митић, Огњанов, Живановић, Вукосављевић    |
| Стрелци                                      | 1-0 Валок, 13', 2:0 Зебец 25', 3:0 Валок 35', 4:0 Зебец 49‘, 5:0 Бобек 80‘, 6:0 Веселиновић 84‘.               | 1-0 Валок, 13', 2:0 Зебец 25', 3:0 Валок 35', 4:0 Зебец 49‘, 5:0 Бобек 80‘, 6:0 Веселиновић 84‘.               |